# Лысенков, Георгий Фёдорович
Георгий Фёдорович Лысенков (4 сентября 1937, Хабаровск — 22 сентября 2017, Москва) — советский военный деятель, организатор испытаний ракетно-космической техники, был руководителем приёмки в эксплуатацию многоразовой транспортной космической системы «Энергия — Буран», генерал-лейтенант (1990). Первый заместитель командующего Военно-космическими силами России (1991—1993).

## Биография
Родился 4 сентября 1937 года в Хабаровске.

### Прохождение военной службы
С 1955 по 1958 год обучался в Хабаровском артиллерийском училище. С 1958 по 1965 год служил в ракетных частях в должностях командир взвода и заместитель командира батареи. С 1965 года в войсках РВСН СССР в составе 1-го ракетного дивизиона 29-й гвардейской ракетной дивизии 50-й ракетной армии в должностях: начальник отделения, старший инженер и руководитель группы, заместитель начальника и начальник штаба.
С 1973 года после окончания Военной академии имени Ф. Э. Дзержинского служил в составе 31-й ракетной армии в должностях: заместитель командира, начальник штаба и командир ракетного полка РВСН. С 1976 по 1979 год — заместитель командира 8-й ракетной дивизии. С 1979 по 1981 год обучался в Военной академии Генерального штаба Вооружённых Сил СССР имени К. Е. Ворошилова. С 1981 по 1985 год — командир 47-й ракетной дивизии РВСН, в период руководства дивизией Г. Ф. Лысенкова в состав девяти полков этой дивизии входил подвижный грунтовый ракетный комплекс с твердотопливной двухступенчатой баллистической ракетой средней дальности «РСД-10».

### Служба на Байконуре
В 1985 по 1987 год на научно-исследовательской работе в НИИП №5 МО СССР (Космодром Байконур) в должности заместителя начальника этого космодрома и одновременно с 1986 года он являлся — председателем Государственной комиссии по приёму в эксплуатацию многоразовой транспортной космической системы «Энергия — Буран». Г. Ф. Лысенков руководил работами по первому прожигу двигательной установки ракета-носитель сверхтяжёлого класса «Энергия». Под руководством и при непосредственном участии Г. Ф. Лысенкова проводились пуски разведывательного космического аппарата «Зенит-8», космических аппаратов серии специализированных спутников видовой разведки «Янтарь-4К2М» и космических аппаратов системы глобальной спутниковой морской космической разведки и целеуказания силам ВМФ — «Легенда». Г. Ф. Лысенков принимал участие в запусках многоместных транспортных пилотируемых космических кораблей «Союз Т-1» и «Союз ТМ», беспилотных грузовых космических кораблей, выводимых на орбиту с помощью ракеты-носителя «Союз» — «Прогресс», первого советского серийного геостационарного спутника связи «Радуга», метеорологического спутника  «Метеор», околоземных спутников различного назначения серии «Космос», серии спутников связи на геостационарной орбите «Горизонт», астрофизического модуля «Квант-1» орбитальной космической станции «Мир», геостационарного спутника связи прямого телевещания «Экран».

### На высших воинских должностях
С 1987 по 1991 год служил в должности заместителя начальника Управление космических средств МО СССР по боевой подготовке. 25 апреля 1990 года Постановлением СМ СССР Г. Ф. Лысенкову было присвоено воинское звание генерал-лейтенант. С 1991 по 1993 год — первый заместитель командующего Военно-космическими силами России.
Скончался 22 сентября 2017 года в Москве, похоронен на Троекуровском кладбище.

## Высшие воинские звания
- Генерал-майор (3.11.1983)
- Генерал-лейтенант (25.04.1990)[6]

## Награды
- Орден Трудового Красного Знамени
- Орден Красной Звезды
- Медаль «За боевые заслуги»[4][1]